# Necrophobic
A Necrophobic egy svéd death metal zenekar, melyet 1989-ben alapított Joakim Sterner dobos és David Parland gitáros. A zenekarnevet a Slayer 1986-os Reign in Blood albumán szereplő Necrophobic számról keresztelték el. Pályafutásuk alatt hat nagylemezt készítettek. Noha rég óta vannak jelen a death metal színtéren, mégsem tartoznak az ismert zenekarok közé. Dalszövegeik általában a sötétségről, a gonoszról, az antikrisztusról vagy a viking mitológiáról szólnak.

## Diszkográfia

### Demók
- Slow Asphyxiation (1990) Witchhunt Records[1]
- Retaliation (1990) Witchhunt Records[1]

### EP-k
- The Call (1993)
- Spawned by Evil (1996)
- Tour EP 2003 (2003)

### Albumok
- The Nocturnal Silence (1993)
- Darkside (1997)
- The Third Antichrist (1999)
- Bloodhymns (2002)
- Hrimthursum (2006)
- Death To All (2009)

## Tagok
Jelenlegi tagok:
- Johan Bergebäck - gitár (Nifelheim, ex-Dismember, ex-Morpheus )
- Sebastian Ramstedt - gitár (Nifelheim, ex-Morpheus)
- Tobias Sidegård - ének (ex-Therion)
- Alex Friberg - basszusgitár (Trident)
- Joakim Sterner - dob (Souldevourer)

Régebbi tagok:
- Martin Halfdan 1993-2000 - gitár
- Stefan Zander 1990 - ének, basszusgitár
- Stefan Harrvik - ének (Crematory)
- Anders Strokirk - ének (Blackshine, Hetsheads, ex-Mykorrhiza)
- Joakim Stabel - basszusgitár (Blackshine, Hetsheads)
- David Parland 1989-1996, 2000-2001 - gitár (Dark Funeral, Infernal, War)